# Joaquín Maurín
Joaquín Maurín (* 12. Januar 1896 in Bonansa, Provinz Huesca, Spanien; † 5. November 1973 in New York) war ein spanischer Politiker und Zeitungsverleger.
Maurín wurde in Bonansa, einem Ort in der katalanischsprachigen Region Franja in Ost Aragon geboren, seine Eltern waren wohlhabende Bauern. Er studierte mit dem Ziel, Lehrer zu werden, und kam an der Universität mit republikanischen und sozialistischen Ideen in Verbindung. Maurín schloss sich der anarchosyndikalistischen Gewerkschaft CNT an, wo er dem Minderheitenflügel der Kommunisten-Syndikalisten nahestand, die mit der russischen Revolution und den Bolschewiki sympathisierten.
Maurín verließ später die CNT und wurde Generalsekretär des Bloque Obrero y Campesino (Arbeiter- und Bauernblock) und ab 1935 der POUM. 1936 wurde er ins spanische Parlament gewählt. Während des Franco-Putsches wurde Maurín gefangen genommen, 1944 konnte er ins Exil in die USA gehen.